# Фалькон, Ада
Ада Фалькон (исп. Ada Falcon; 17 августа 1905, Буэнос-Айрес — 4 января 2002, Кордова, Аргентина) — аргентинская исполнительница танго, певица
 и актриса
. Меццо-сопрано.

## Биография
С 11-летнего возраста начала выступать на театральной сцене. Стала известной, как «la Joyita Argentina» (Маленькая аргентинская жемчужина). В 13 лет снялась в своем первом фильме «El festín de los Caranchos».
Работала певицей в музыкальных шоу, актрисой театра и кино. В 1925 году сделала свои первые записи танго для студии Victor Records.
Получила национальную и международную известность, благодаря пению с оркестром Франсиско Канаро. С 1930 по 1942 год была на пике своего творчества: записала более 200 песен и стала популярной и богатой. На протяжении десяти лет у неё был роман с Франсиско Канаро.
В 1942 году внезапно оставила сцену, избегала контактов с внешним миром. Стала монахиней, жила в аскетических условиях. Позже, из-за слабого здоровья поселилась в доме для престарелых.
Похоронена на кладбище Ла-Чакарита.

## Фильмография
- l festín de los caranchos (1918)
- Tu cuna fue un conventillo (1925)
- Ídolos de la radio (1934)